# Wilhelm II Średni
Wilhelm II Średni (ur. 30 marca 1469 r., zm. 11 lipca 1509 r.) – landgraf Dolnej Hesji od 1493 r., landgraf Górnej Hesji od 1500 r.

## Życiorys
Wilhelm był młodszym synem landgrafa Dolnej Hesji Ludwika II i Matyldy, córki hrabiego Wirtembergii-Urach Ludwika I. Początkowo był przeznaczony do stanu duchownego. Początkowo wychowywała go matka, a w 1479 r. wysłała go na dwór swego brata, hrabiego Wirtembergii-Urach Eberharda V. Ten wkrótce bardzo polubił swego podopiecznego i był niechętny wobec planów matki uczynienia z niego duchownego. Ostatecznie Wilhelm nie podążył ścieżką wyznaczoną przez matkę a po objęciu samodzielnych rządów przez starszego brata Wilhelma I Starszego zażądał od niego udziału w rządach. Widoczna była też różnica charakterów braci – młodszy miał charakter radosny i zamiłowanie do rycerskich uczynków. Te cechy zbliżyły młodego Wilhelma do króla Niemiec Maksymiliana I Habsburga, w którego otoczeniu często się pojawiał (m.in. w 1486 r., podczas jego elekcji i koronacji). W 1488 brał udział w zbrojnej wyprawie w celu uwolnienia uwięzionego Maksymiliana, z kolei w 1490 r. stawił się zbrojnie do udziału w wyprawie króla przeciw Węgrom. 
Jednocześnie Wilhelm uzyskał władzę w Dolnej Hesji, gdy w 1493 r. wskutek postępującej choroby abdykował jego starszy brat. Wilhelm stopniowo podnosił znaczenie swego księstwa, zarówno poprzez konsolidację ziem (choć zagrożenie stanowił tu brak potomków), jak i opowiedzenie się po królewskiej stronie w sprawie reformy Rzeszy. Ten wzrost znaczenia doprowadził jednak do tego, że jego kuzyn z Górnej Hesji, Wilhelm III Młodszy w 1498 r. zawarł sojusz z ościennymi władcami skierowany przeciw Wilhelmowi. Jednak już w 1500 nagła śmierć Wilhelma III Młodszego rozwiązała problem, a Wilhelm Średni objął po nim władzę w Górnej Hesji, łącząc jednocześnie na powrót podzielone przez jego ojca i stryja księstwo (mimo roszczeń sióstr zmarłego Wilhelma Młodszego). Stał się dzięki temu jednym z potężniejszych książąt Rzeszy. W kolejnych latach zaognił się konflikt z Palatynatem, który Wilhelm najechał podczas wojny o sukcesję bawarską w 1504 r. i zniszczył dużą jego część. 
Na arenie wewnętrznej Wilhelm przykładał dużą wagę do problemu reformy klasztorów, polepszenia sytuacji poddanych oraz poprawę przestrzegania prawa. Powołał m.in. sąd nadworny. Bardzo dbał o bezpieczeństwo na drogach. Miał także plan powołania w Hesji uniwersytetu (urzeczywistnił go jego syn, Filip). Na przeszkodzie dalszym działaniom stanęła jednak choroba księcia (zaraził się syfilisem). Jego stan się pogarszał, a coraz większy wpływ na Wilhelma zdobywała jego żona Anna, której landgraf ostatecznie powierzył regencję nad kilkuletnim w chwili swojej śmierci synem Filipem. 

## Rodzina
Wilhelm był dwukrotnie żonaty. Jego pierwszą żoną była od 1497 r. Jolanta, córka Fryderyka VI, hrabiego Vaudémont. Ze związku pochodził tylko zmarły tuż po narodzeniu w 1500 r. syn Wilhelm. Wkrótce potem zmarła też Jolanta. Kilka miesięcy później Wilhelm ożenił się ponownie, z Anną, córką księcia Meklemburgii Magnusa II. Wilhelm i Anna mieli dwie córki, Elżbietę (1502-1557, żona Jana, najstarszego syna księcia saskiego Jerzego Brodatego) i Magdalenę (zmarłą w niemowlęctwie) oraz syna, przyszłego następcę ojca i landgrafa Hesji Filipa Wielkodusznego (1504-1567).